# 고한읍
고한읍(古汗邑)은 대한민국 강원특별자치도 정선군에 속한 읍이자 남동부에 위치한 읍이며, 본래에는 정선군 동면(現 화암면)에 속한 곳이다.

## 역사
- 1962년 : 동면 사북출장소 설치
- 1973년 7월 1일 : 사북출장소가 사북읍으로 승격
- 1985년 10월 1일 : 사북읍이 고한읍과 분리

## 행정 구역
법정리 단 1개, 행정리 19개(고한1~19리).
- 고한리(古汗里)

## 아파트
| 단지명        | 건설사         | 시행사       | 주소                        | 입주       | 비고     |
| ------------- | -------------- | ------------ | --------------------------- | ---------- | -------- |
| 정선 고한주공 | 덕흥종합건설㈜ | 대한주택공사 | 고한읍 고한10길 30 (고한리) | 2005년 9월 | 국민임대 |

## 교통
- 고한사북공영버스터미널

## 교육
- 고한초등학교
- 갈래초등학교
- 고한중학교
- 고한고등학교

## 특징
고한읍은 사북읍과 마찬가지로 탄광 사업을 주요 수입원으로 사용하였으나, 석유와 가스의 발달로 인하여 석탄 사업이 사양 사업으로 들어가게 되면서 대한민국 유일의 카지노장인 강원랜드의 오픈 이후 지역 경제가 조금씩 활성화되어가고 있다.